# Exheterolocha prouti
Exheterolocha prouti là một loài bướm đêm trong họ Geometridae.